# Esso-Tankstelle Reeperbahn

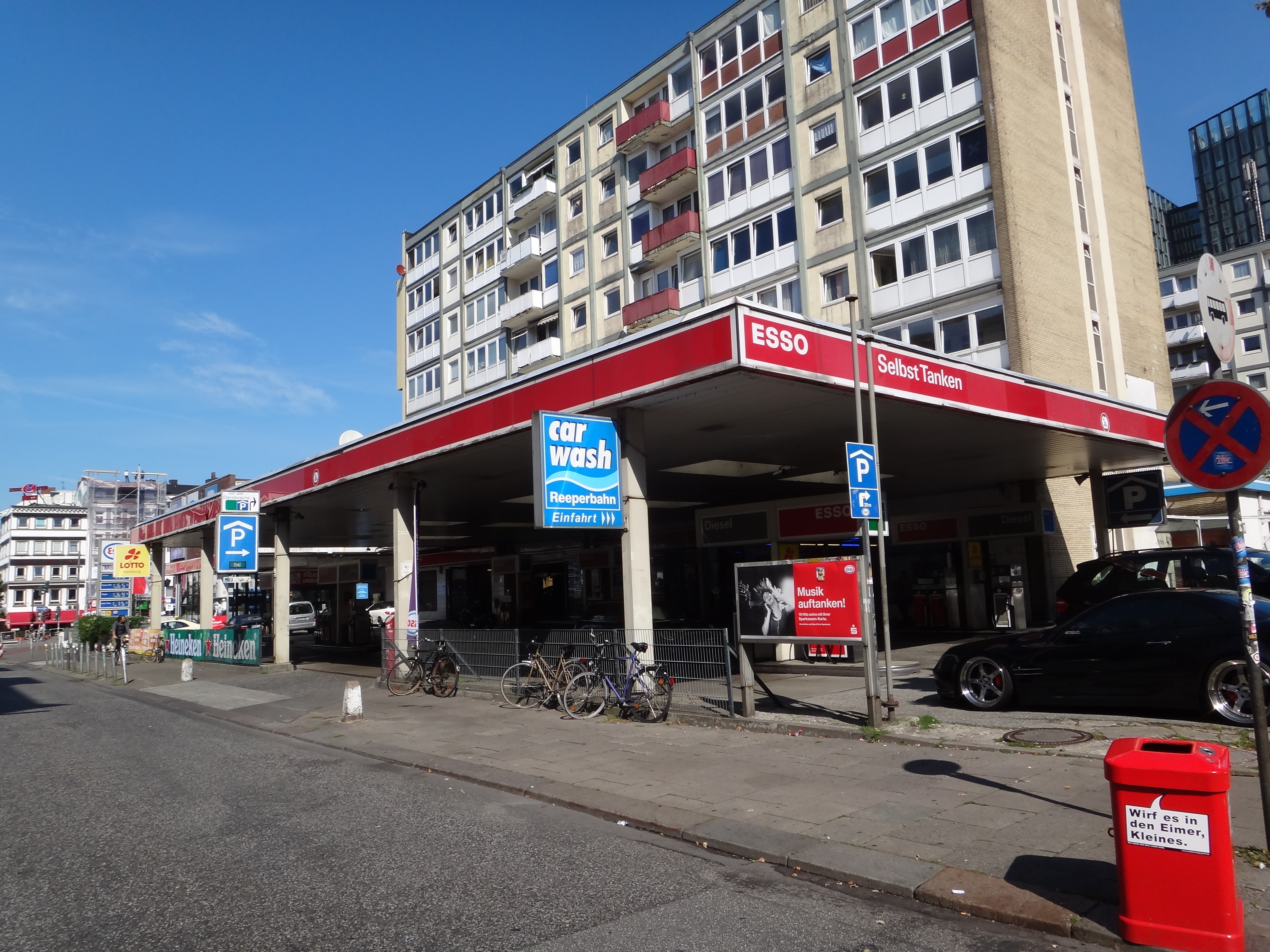
Die Kieztanke Esso, Reeperbahn (September 2012)

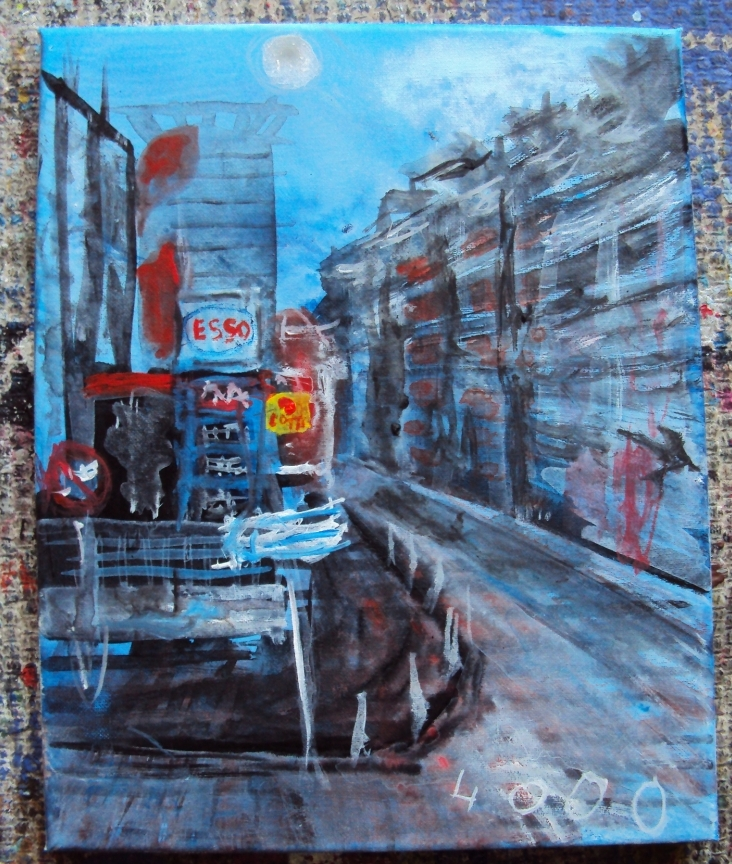
Mond über Esso, Künstler: 4000

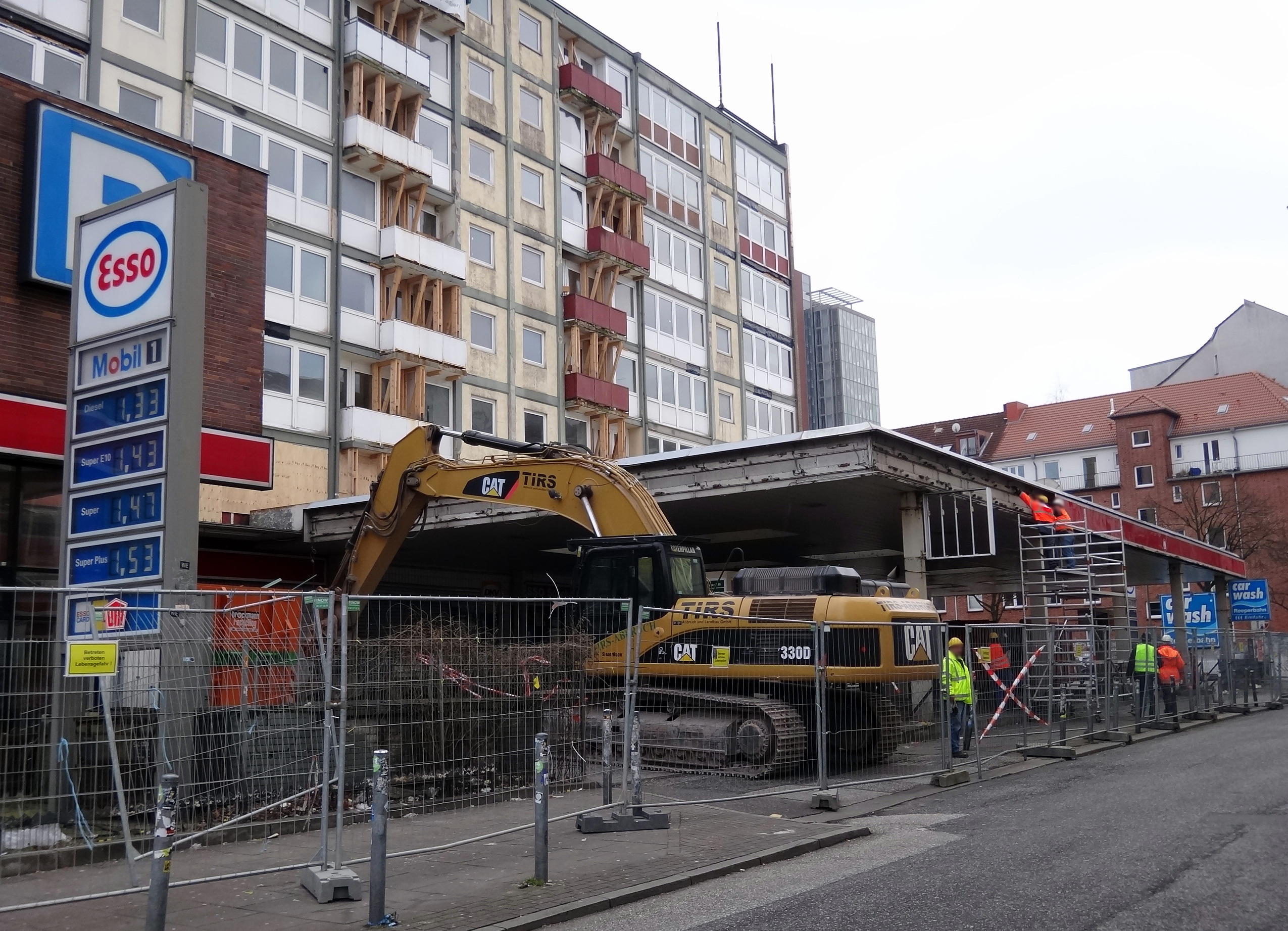
Beginn der Abrissarbeiten (Februar 2014)

Die Esso-Tankstelle Reeperbahn, auch Kieztanke genannt, war ein Kultobjekt im Hamburger Stadtteil St. Pauli. Sie befand sich im Gebäudekomplex Esso-Häuser an der Taubenstraße 24, war einerseits eine Tankstelle und andererseits Treffpunkt, Kneipe, Supermarkt, Sehenswürdigkeit und Touristenattraktion. Am 15. Dezember 2013 wurde die Tankstelle wie das gesamte Areal wegen Einsturzgefahr geräumt; der Abriss erfolgte 2014.

## Geschichte
Die Tankstelle wurde 1949 an der Reeperbahn errichtet und 1961 in die Taubenstraße verlegt. Das zugehörige Parkhaus war ein ehemaliger Luftschutzbunker, der zwischen 1940 und 1942 als zweigeschossiger Tiefbunker mit Sitzplätzen für 5000 Menschen errichtet wurde. Zu Kriegszeiten sollen dort zwischen 10.000 und 20.000 Personen Schutz vor den Bombenangriffen gesucht haben. Seit 1949 wurde der ehemalige Bunker von den Reeperbahn-Garagen als Tiefgarage mit etwa 430 Stellplätzen betrieben.
Die Tankstelle war an 365 Tagen im Jahr durchgehend geöffnet, beschäftigte etwa 50 Mitarbeiter und bot außer dem Tankstellen-Angebot einen Laden mit Backstube, einen Bankautomaten, das besagte Parkhaus mit 200 Stellplätzen und eine Waschstraße, die als die erste im Nachkriegsdeutschland galt. An Wochenenden vor allem nachts war der Andrang so groß, dass der Tankstellen-Shop mit Türstehern gesichert werden musste. Zu den Stammkunden gehörten unter anderen Udo Lindenberg sowie Vitali und Wladimir Klitschko. Der letzte Geschäftsführer der Tankstelle, die als Reeperbahn Garagen P2 GmbH firmierte, war Jürgen Schütze, der bis zum 1. Mai 2009 auch Eigentümer des Areals war. Die Kieztanke wurde auch durch Dokumentarfilme bekannt und von zeitgenössischen Malern abgebildet. Ebenfalls fungierten die Tankstelle und der Gebäudekomplex häufiger als Drehort für die Serie Großstadtrevier.
Im Jahre 2009 hatte der bisherige Eigentümer Jürgen Schütze das Areal mit den inzwischen baufälligen Gebäuden an die Bayerische Hausbau verkauft. Das Unternehmen plante den Abriss der Tankstelle und der Wohnblocks für 2014.  Unabhängig davon hatte die Bayerische Hausbau GmbH & Co KG den Betrieb der Tankstelle bereits beim Kauf als nicht wirtschaftlich eingeschätzt. 
In der Nacht zum 15. Dezember 2013 wurden alle Gebäude auf dem Grundstück wegen Einsturzgefahr evakuiert. Die Esso-Tankstelle musste nach der Nacht der Räumung aufgrund der drohenden Einsturzgefahr des Komplexes ebenfalls ihre Pforten schließen.
Am 12. Februar 2014 begann der Abriss der Tankstelle.